# مورتيمر كليفلاند
مورتيمر كليفلاند (بالإنجليزية: Mortimer Cleveland)‏ هو مهندس معماري أمريكي، (و. 1883 – 1979 م). في مدينة واترلو (آيوا) في ولاية آيوا الامريكية وكان احد اكثر المهندسين البارزين في واترلو
التحق بجامعة إلينوي وحصل على درجة البكالوريوس والماجستير في الهندسة المعمارية، صمم ما يقرب من 40 منزلا في منطقة هايلاند في واترلو خلال الفترة من 1909 إلى 1926. كما قام بتصميم المباني التجارية والعامة، عمل بشكل إبداعي حتى عام 1969، في سن 86
تم إدراج عدد من أعماله في الولايات المتحدة. السجل الوطني للأماكن التاريخية
تشمل الأعمال (مع الإسناد):
- محكمة مقاطعة بريمر، 450 E شارع بريمر. ويفرلي، أيوا (مورتيمر كليفلاند)، المدرجة في NRHP
- مختبرات دكتور سالسبري، المكتب الرئيسي ومبنى مختبر الإنتاج، 500 شارع جيلبرت. تشارلز سيتي، أيوا (مورتيمر كليفلاند)، مدرج في NRHP